# Snödrottningen (film, 1966)
För andra betydelser, se Snödrottningen (olika betydelser).
Snödrottningen (ryska: Снежная королева, Snezjnaja koroleva) är en sovjetisk långfilm från 1966, producerad i Lenfilms studio av regissören Gennadij Kazanskij, baserad på sagan med samma namn av H.C. Andersen. Filmen spelades in efter Jevgenij Sjvarts manus, skrivet på grundval av hans eget sagospel. Filmen hade premiär i Sovjetunionen den 6 november 1967.

## Handling
En frostig vinterkväll kidnappar snödrottningen Gerdas bror, Kaj, och förvandlar hans hjärta till is.

## Rollista
- Valerij Nikitenko — berättaren
- Jelena Proklova — Gerda
- Vjatjeslav Tsiupa — Kaj
- Jevgenija Melnikova — Mormor
- Natalja Klimova — Snödrottningen
- Nikolaj Bojarskij — handelsrådgivare
- Jevgenij Leonov — kung Erik XXIX
- Irina Gubanova — prinsessan Elsa
- Georgij Koroltjuk — prins Claus
- Olga Viklandt — Atamansja
- Era Zigansjina — liten rånare
- Andrej Kostritjkin — domovoj
- Vera Titova — bläckhorn

## Filmteam
- Manus — Jevgenij Sjvarts baserad på sagan av H.C. Andersen
- Regissör — Gennadij Kazanskij
- Filmfotograf — Sergej Ivanov
- Scenograf — Boris Burmistrov
- Regiassistent — Nadezjda Rusanova [2]
- B-fotograf — Vadim Grammatikov
- Kompositör — Nadezjda Simonjan
- Sångtext — Jevgenij Sjvarts, Solomon Fogelson

## Utmärkelser
- "Gyllene örnen" i Bogotá för bästa ungdomsfilm och Jelena Proklova för bästa kvinnliga rollen (1970)
- Pris från MGK VLKSM "Alaja gvozdka" till Jelena Proklova vid Allunionsveckan för barnfilm för deltagandet i filmen (1967)[3]